# Ken Carter
Kenny Ray Carter (ur. 13 lutego 1959 w Fernwood) – amerykański aktywista edukacyjny, biznesmen, trener koszykarski.

## Życiorys
Ken Carter urodził się w stanie Missisipi w rodzinie akademickiej, jednak upodobał sobie sport. Najpierw uczęszczał do Uniwersytetu Stanowego w San Francisco, następnie do Contra Costa College w San Pablo w stanie Kalifornia, aż dostał się na George Fox University w Newberg w stanie Oregon, gdzie grał w koszykówkę. Jako trener utrzymywał, że jego zawodnicy muszą poważnie traktować naukę, ponieważ dobre wyniki w nauce dadzą im dostęp do college’u i innych możliwości życiowych.
To przekonanie zostało wystawione na próbę, kiedy po otrzymaniu nominacji na trenera drużyny szkolnej w Richmond High School w Richmond, usunął ze swojej drużyny najlepszych zawodników za nieprzestrzeganie kontraktów akademickich i behawioralnych. Chociaż opinia publiczna była początkowo oburzona taką postawą Cartera, jednak z czasem ją zmieniła, a Carter został pochwalony za zdecydowany nacisk na priorytetowe traktowanie dobrych wartości dla swojej drużyny, a jego postawa przyniosła efekty: każdy z jego zawodników, których trenował w latach 2007–2012, ukończył edukację.
Carter obecnie nadal trenuje drużyny sportowe (oprócz koszykówki). Trenował drużynę slamballu, Rumble, z którą w sezonie 2001/2002 wygrał rozgrywki Slamball Cup, natomiast w sezonie 2007/2008 przegrał w finale tych rozgrywek. Carter przyznał, że jego najwspanialszym momentem w życiu było noszenie zniczu olimpijskiego podczas Zimowych Igrzysk Olimpijskich 2002 w Salt Lake City.
Jesienią 2005 roku Carter zaproponował otwarcie szkoły z internatem pn. Coach Carter Impact Academy w Marlin w stanie Teksas, która została otwarta w 2009 roku. Zezwalając na zakwaterowanie i naukę w szkole ok. 65 uczniów, akademia jest otwarta dla około 150 uczniów w klasach 8-12. Dążąc do budowania samodyscypliny, szkoła oferuje długie dni akademickie trwające od godziny 6:00 do godziny 18:00, a także wymaga od swoich uczniów wykonania własnych ogólnych zadań domowych. Uczniowie szkoły prowadzą także na terenie szkoły sklep i zakład fryzjerski.

## Statystyki trenerskie
| Sezon              | Klub               | Faza zasadnicza | Faza zasadnicza | Faza zasadnicza | Faza zasadnicza | Faza zasadnicza | Faza play-off | Faza play-off | Faza play-off | Faza play-off | Faza play-off      |
| Sezon              | Klub               | M               | Z               | P               | Z%              | Miejsce         | M             | Z             | P             | Z%            | Wynik              |
| ------------------ | ------------------ | --------------- | --------------- | --------------- | --------------- | --------------- | ------------- | ------------- | ------------- | ------------- | ------------------ |
| 2001/2002          | Rumble             | 9               | 7               | 2               | 77.78           | 1. miejsce      | 2             | 2             | 0             | 100           | Slamball Cup       |
| 2002/2003          | Rumble             | 10              | 9               | 1               | 90              | 1. miejsce      | 1             | 0             | 1             | 0             | Półfinał           |
| 2007/2008          | Rumble             | 2               | 1               | 1               | 50              | 1. miejsce      | 2             | 1             | 1             | 50            | Finał Slamball Cup |
| Łącznie w karierze | Łącznie w karierze | 31              | 25              | 6               | 80.65           |                 | 5             | 3             | 2             | 60            |                    |

## Sukcesy
- Slamball Cup: 2002
- Finał Slamball Cup: 2008

## Życie prywatne
Ken Carter ma syna Damiena, który również był zawodnikiem drużyny uniwersyteckiej w Richmond High School. Mieszka w San Antonio w stanie Teksas.

## Film
Historia Kena Cartera, konkretnie z sezonu 1999, została przedstawiona w filmie pt. Trener w reżyserii Thomasa Cartera, w którym w rolę Cartera wcielił się Samuel L. Jackson, natomiast w rolę syna Damiena wcielił się Robert Ri’chard.